# Tour de França de 1953
L'edició del Tour de França 1953 fou la número 40, però a més aquell any se celebra el cinquantenari de la prova des que el 1903 Henri Desgrange engegués el projecte. Maurice Garin, vencedor de la primera edició serà present en els actes de celebració.
En aquesta edició foren 12 les formacions que prengueren la sortida des d'Estrasburg, però cap d'elles acabà am complet.
S'instaura una nova classificació: la classificació per punts o de la regularitat. El corredor que n'ostenti el lideratge vestirà a partir d'aquest moment una samarreta verda.
La victòria final serà per a Louison Bobet, gràcies a un atac a l'etapa alpina entre Gap i Briançon, al pas pel coll de l'Izoard. Hugo Koblet es veurà obligat a abandonar després d'una caiguda i defalliment al Coll de Soulor.

## Resultats

### Classificació general
| Classificació General                 | Classificació General | Classificació General | Classificació General |
| ------------------------------------- | --------------------- | --------------------- | --------------------- |
| 1.                                    | Louison Bobet         | França                | 129h23'25"            |
| 2.                                    | Jean Malléjac         | França                | a 14'18"              |
| 3.                                    | Giancarlo Astrua      | Itàlia                | a 15'02"              |
| 4.                                    | Alex Close            | Bèlgica               | a 17'35"              |
| 5.                                    | Wout Wagtmans         | Països Baixos         | a 18'05"              |
| 6.                                    | Fritz Schaer          | Suïssa                | a 18'44"              |
| 7.                                    | Antonin Rolland       | França                | a 23'03"              |
| 8.                                    | Nello Lauredi         | França                | a 26'03"              |
| 9.                                    | Raphaël Géminiani     | França                | a 27'18"              |
| 10.                                   | François Mahé         | França                | a 28'26"              |
| 119 participats, 76 acabaren la cursa |                       |                       |                       |

### Gran Premi de la Muntanya
| 1r | Jesús Loroño   | 54 pts |
| 2n | Louison Bobet  | 36 pts |
| 3r | Joseph Mirando | 30 pts |

### Classificació de la Regularitat
| 1r | Fritz Schaer      | 271 pts |
| 2n | Fiorenzo Magni    | 307 pts |
| 3r | Raphaël Géminiani | 406 pts |

### Classificació per equips
| 1r | Països Baixos |

### Etapes
| Etapa | Recorregut                | km       | Guanyador            | Líder              |
| 1a    | Estrasburg - Metz         | 195      | Fritz Schaer         | Fritz Schaer       |
| 2a    | Metz - Lieja              | 227      | Fritz Schaer         | Fritz Schaer       |
| 3a    | Lieja - Lilla             | 221      | Stanislas Bober      | Fritz Schaer       |
| 4a    | Lilla -Dieppe             | 198      | Gerrit Voorting      | Fritz Schaer       |
| 5a    | Dieppe - Caen             | 131      | Jean Malléjac        | Roger Hassenforder |
| 6a    | Caen - Le Mans            | 180      | Martin Van Geneugden | Roger Hassenforder |
| 7a    | Le Mans - Nantes          | 181      | Livio Isotti         | Roger Hassenforder |
| 8a    | Nantes - Bordeus          | 345      | Jan Nolten           | Roger Hassenforder |
| 9a    | Bordeus - Pau             | 197      | Fiorenzo Magni       | Fritz Schaer       |
| 10a   | Pau - Cauterets           | 103      | Jesús Loroño         | Fritz Schaer       |
| 11a   | Cauterets - Luchon        | 115      | Jean Robic           | Jean Robic         |
| 12a   | Luchon - Albi             | 241      | André Darrigade      | François Mahé      |
| 13a   | Albi - Besiers            | 189      | Nello Lauredi        | Jean Malléjac      |
| 14a   | Besiers - Nimes           | 214      | Bernard Quennehen    | Jean Malléjac      |
| 15a   | Nimes - Marsella          | 173      | Maurice Quentin      | Jean Malléjac      |
| 16a   | Marsella - Mònaco         | 208      | Wim Van Est          | Jean Malléjac      |
| 17a   | Mònaco - Gap              | 261      | Wout Wagtmans        | Jean Malléjac      |
| 18a   | Gap - Briançon            | 165      | Louison Bobet        | Louison Bobet      |
| 19a   | Briançon - Lió            | 227      | Georges Meunier      | Louison Bobet      |
| 20a   | Lió - Saint-Étienne       | 70 (CRI) | Louison Bobet        | Louison Bobet      |
| 21a   | Saint-Étienne - Montluçon | 210      | Wout Wagtmans        | Louison Bobet      |
| 22a   | Montluçon - París         | 328      | Fiorenzo Magni       | Louison Bobet      |